# Додекафония
Додекафонията е музикална система, появила се непосредствено след атоналната музика (експресионизъм) – лад, който се състои от 12 равноправни степени (хроматичната гама). За всяко музикално произведение се избира една 12 степенна редица (серия), която включва всички 12 тона от хроматичната гама, подредени произволно, с условието да не се повтаря тон, докато не се изреди цялата редица (с цел да се избегне слухово допускане на устойчиви степени). Тази редица играе ролята на главна тема. Тя може да бъде пренесена от друг тон.
Първата такава творба се появява през 1922 г., написана от Арнолд Шьонберг — Пет пиеси за оркестър.
Оттогава тази техника се използва от различни композитори.